# Diocèse de Matadi
Le diocèse de Matadi (en latin Dioecesis Matadiensis) est un diocèse catholique de République démocratique du Congo, suffragant de l'archidiocèse de Kinshasa. 

## Territoire
Le diocèse se situe au centre de la province du Bas Congo (Kongo Central avant 2005). Son siège est à Matadi, où se trouve la cathédrale de Notre-Dame Médiatrice de toutes les Grâces. Le territoire est divisé en 54 paroisses.

## Histoire
La préfecture apostolique de Matadi est créée le 1er juillet 1911, à partir de territoires du vicariat apostolique de Léopoldville (aujourd'hui archidiocèse de Kinshasa).
Le 23 juillet 1930, la préfecture apostolique est élevée au rang de vicariat apostolique par la brève Nos quibus du pape Pie XII.
Le 10 novembre 1959, le vicariat apostolique est élevé au rang de diocèse, par la bulle Cum parvulum du pape Jean XXIII.

## Chronologie des ordinaires

### Préfets apostoliques
- Joseph Heintz, C.Ss.R. (1er août 1911 - 1928)
- Jean Cuvelier (en), C.Ss.R. (28 juillet 1929 - 23 juillet 1930), promu vicaire apostolique

### Vicaires apostoliques
- Jean Cuvelier (en), C.Ss.R. (23 juillet 1930 - mai 1938)
- Alphonse Marie Van den Bosch, C.Ss.R. (14 juin 1938 - 10 novembre 1959), promu évêque

### Évêques
- Alphonse Marie Van den Bosch, C.Ss.R. (10 novembre 1959 - 18 décembre 1965)
- Simon N’Zita Wa Ne Malanda (18 décembre 1965 - 8 mars 1985)
  - Raphaël Lubaki Nganga (24 avril 1971 - 8 mars 1985), évêque coadjuteur
- Raphaël Lubaki Nganga (8 mars 1985 - 26 mars 1987)
- Gabriel Kembo Mamputu (21 juin 1988 - 21 septembre 2010)
  - Daniel Nlandu Mayi (en) (11 novembre 2008 - 21 septembre 2010), évêque coadjuteur
- Daniel Nlandu Mayi (en) (21 septembre 2010 - 6 mars 2021)
  - André-Giraud Pindi Mwanza Mayala (6 mars 2021 - 16 juillet 2022), administrateur apostolique
- André-Giraud Pindi Mwanza Mayala (depuis le 16 juillet 2022)

### Évêque auxiliaire
- Simon N’Zita Wa Ne Malanda (15 novembre 1960 - 18 décembre 1965), nommé évêque de Matadi

## Statistiques
| année | baptisés  | population totale | pourcentage | prêtres (total) | prêtres séculiers | prêtres réguliers | catholiques par prêtre | diacres | religieux | religieuses | paroisses |
| ----- | --------- | ----------------- | ----------- | --------------- | ----------------- | ----------------- | ---------------------- | ------- | --------- | ----------- | --------- |
| 1950  | 133 039   | 300 000           | 44,3        | 67              | 10                | 57                | 1 985                  |         | 107       | 80          | 19        |
| 1969  | 205 000   | 560 000           | 36,6        | 82              | 27                | 55                | 2 500                  |         | 85        | 188         | 31        |
| 1978  | 400 000   | 600 000           | 66,7        | 75              | 30                | 45                | 5 333                  |         | 60        | 98          | 37        |
| 1990  | 626 000   | 1 253 000         | 50,0        | 75              | 46                | 29                | 8 346                  |         | 43        | 130         | 36        |
| 1999  | 600 000   | 1 400 000         | 42,9        | 117             | 98                | 19                | 5 128                  |         | 27        | 166         | 37        |
| 2000  | 650 000   | 1 420 000         | 45,8        | 142             | 121               | 21                | 4 577                  |         | 34        | 169         | 37        |
| 2001  | 610 000   | 1 450 000         | 42,1        | 146             | 125               | 21                | 4 178                  |         | 35        | 172         | 37        |
| 2002  | 620 000   | 1 500 000         | 41,3        | 142             | 120               | 22                | 4 366                  |         | 36        | 171         | 36        |
| 2003  | 660 000   | 1 700 000         | 38,8        | 144             | 116               | 28                | 4 583                  |         | 41        | 151         | 37        |
| 2004  | 665 000   | 1 750 000         | 38,0        | 152             | 124               | 28                | 4 375                  |         | 41        | 159         | 37        |
| 2013  | 1 120 944 | 2 476 000         | 45,3        | 132             | 114               | 18                | 8 492                  |         | 33        | 152         | 40        |
| 2016  | 1 121 010 | 2 518 006         | 44,5        | 145             | 126               | 19                | 7 731                  |         | 31        | 160         | 53        |
| 2019  | 1 276 854 | 2 552 393         | 50,0        | 141             | 119               | 22                | 9 055                  |         | 37        | 189         | 55        |
| 2021  | 1 295 900 | 2 592 650         | 50,0        | 163             | 123               | 40                | 7 950                  |         | 66        | 221         | 54        |